# Birra Moretti

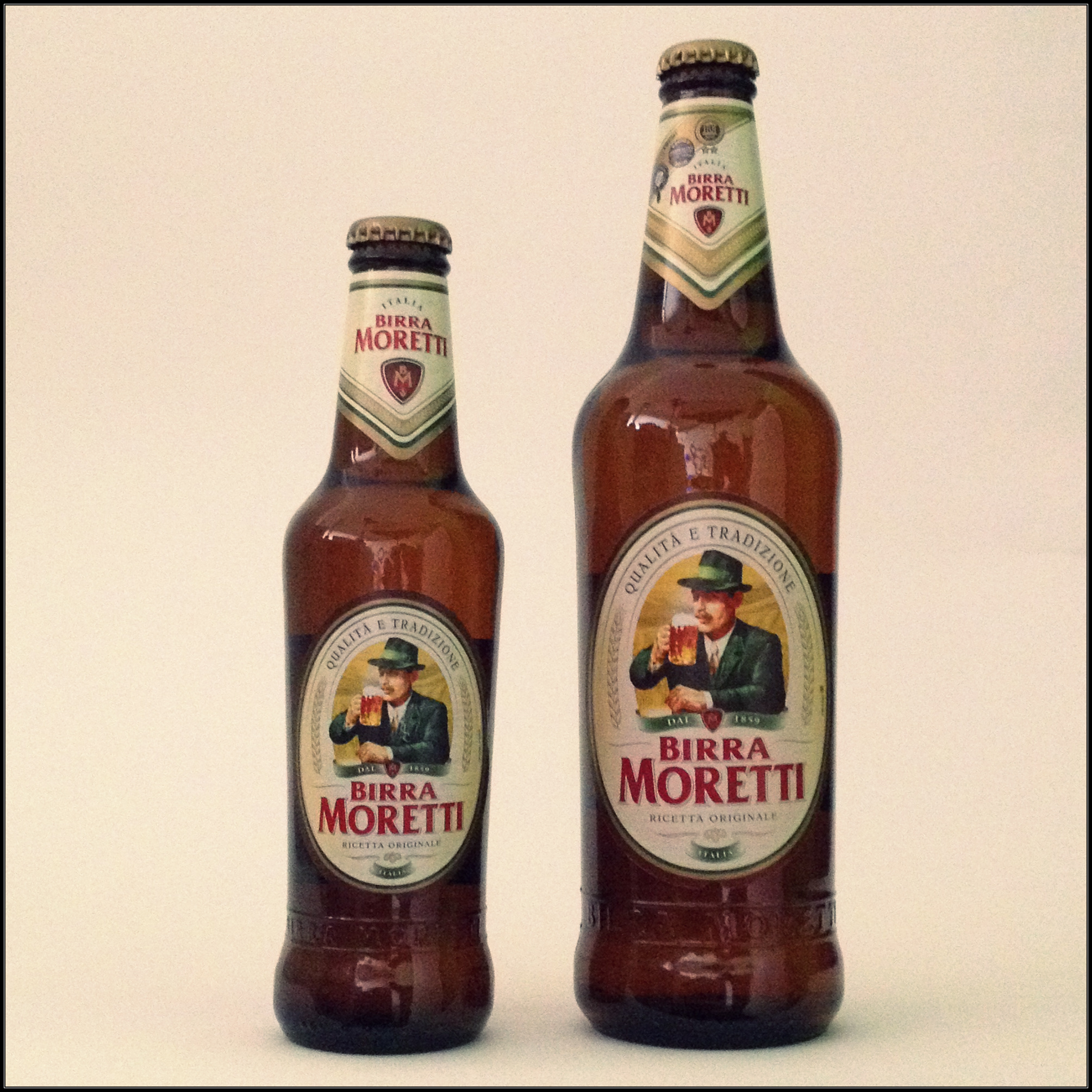

Birra Moretti är ett italienskt ölmärke som ingår i Heinekenkoncernen. Moretti grundades i Udine och ingår sedan 1996 i Heineken. Luigi Moretti grundade bryggeriet 1859 under namnet Fabbrica di birra e ghiaccio och 1860 kom den första ölen ut. När Heineken köpte upp bolaget lades bryggeriet i Udine ner.